# 帕伦西亚
帕伦西亚（西班牙語：Palencia，西班牙語發音：[paˈlenθja]）是西班牙卡斯蒂利亚-莱昂自治区的城市，为帕伦西亚省省会。总人口846,56（2015）。

## 历史
帕伦西亚最初是伊比利亚人瓦卡埃部落的重镇。古希腊地理学家斯特拉波和托勒密在其著作中就已提及这座城市。罗马人、西哥特人、摩尔人先后统治过此地。12-13世纪时帕伦西亚还曾做过卡斯蒂利亚王国的都邑。1208年，阿方索八世在此地创办了西班牙第一所大学，帕伦西亚大学。该校1239年迁往萨拉曼卡，并入西班牙现存的最古老的萨拉曼卡大学。

## 人口
来源: INE

## 经济
帕伦西亚是周围富饶灌溉区的农产品集散地和商业中心，也是一个交通枢纽。铁路穿过市区。工业有食品、化肥、纺织和汽车等部门。

## 著名人物
- 塞尔希奥·阿森霍：职业足球运动员，门将
- 埃琳纳·安娜亚：女演员[2]

## 友好城市
- 法國布尔日

## 图集

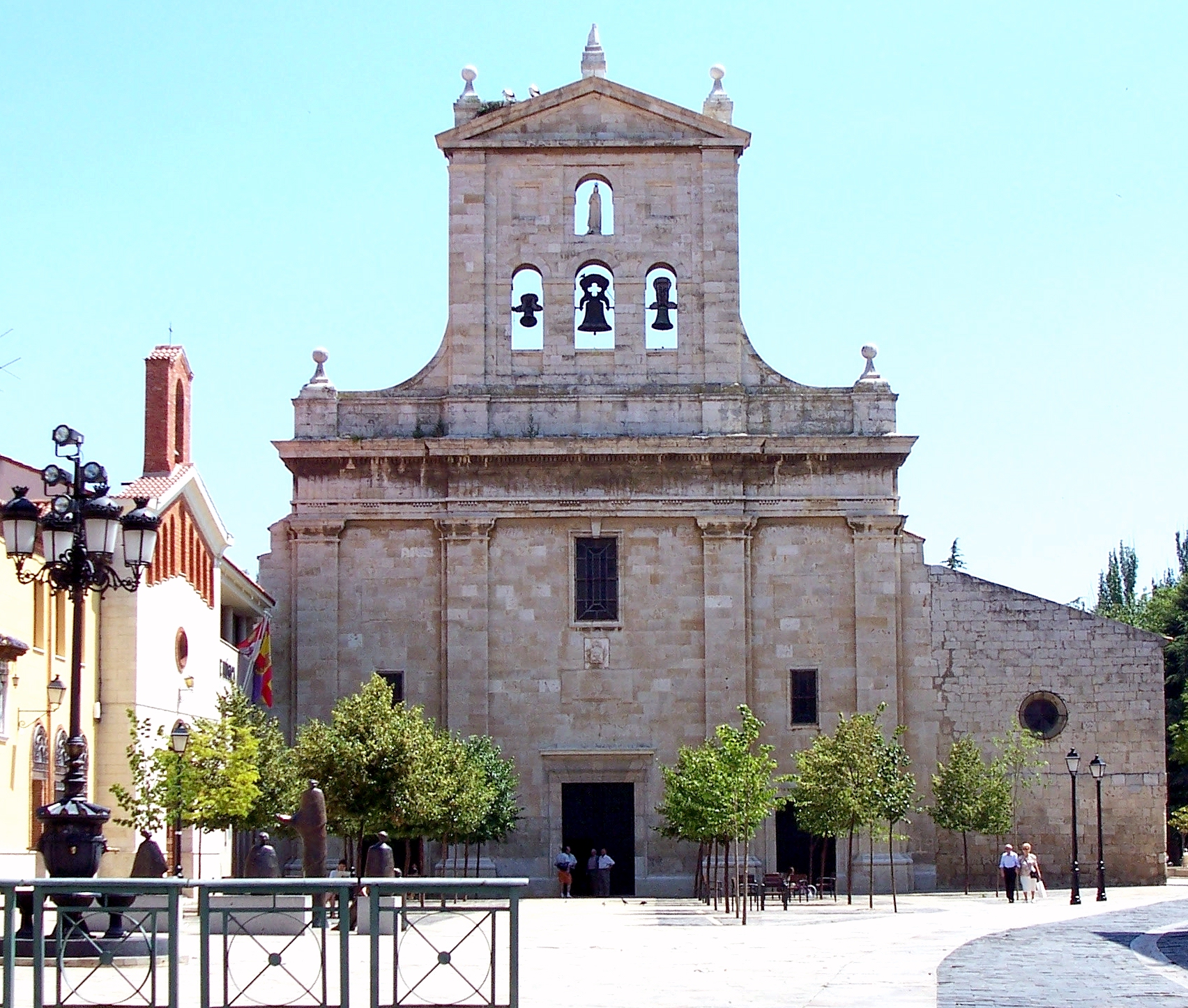
San Pablo教堂（建于14世纪）
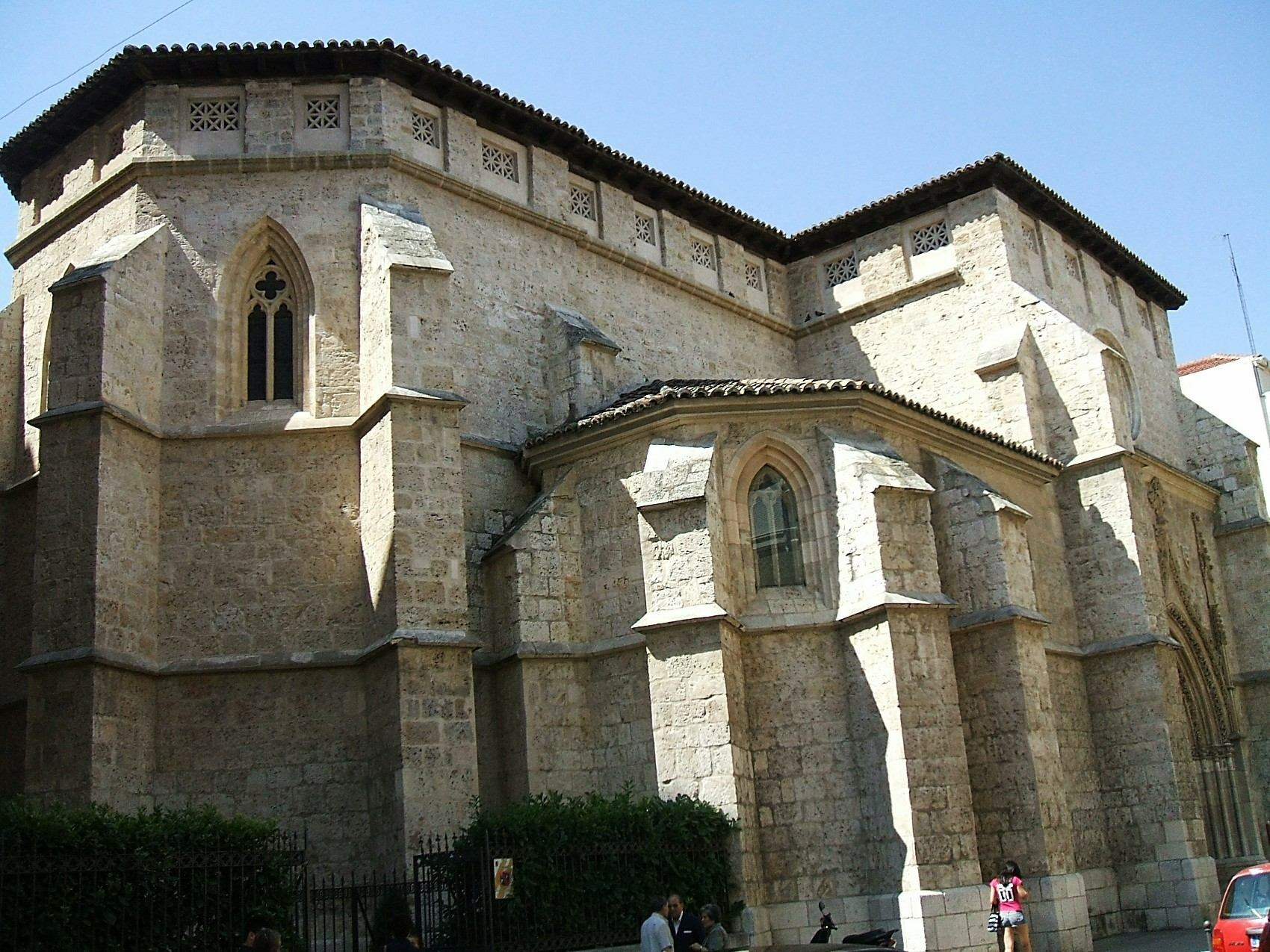
圣克拉拉修道院（Santa Clara），哥特式建筑，建于14至15世纪
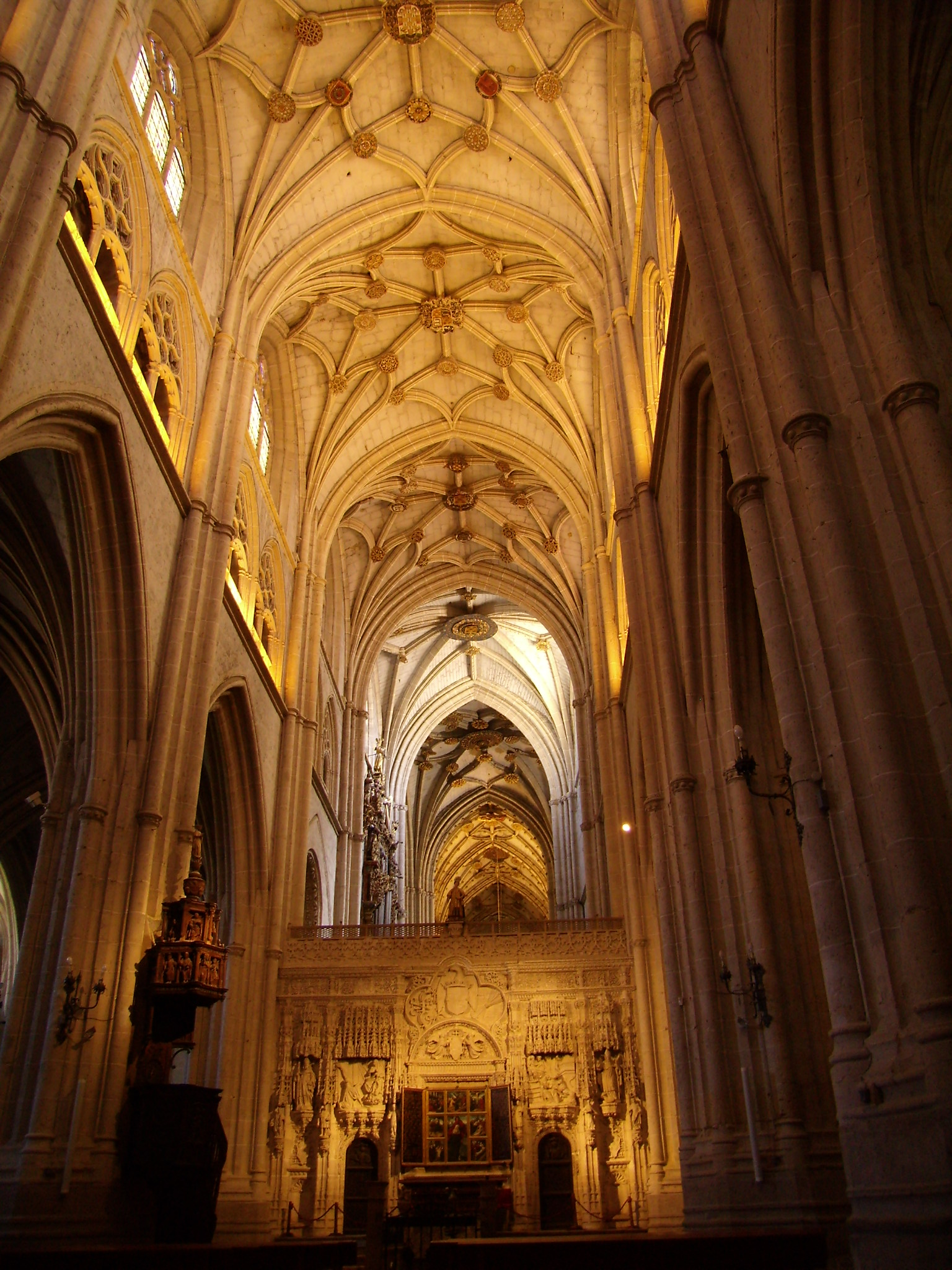
帕倫西亞主教座堂正堂
San Lázaro教堂，建于1508年
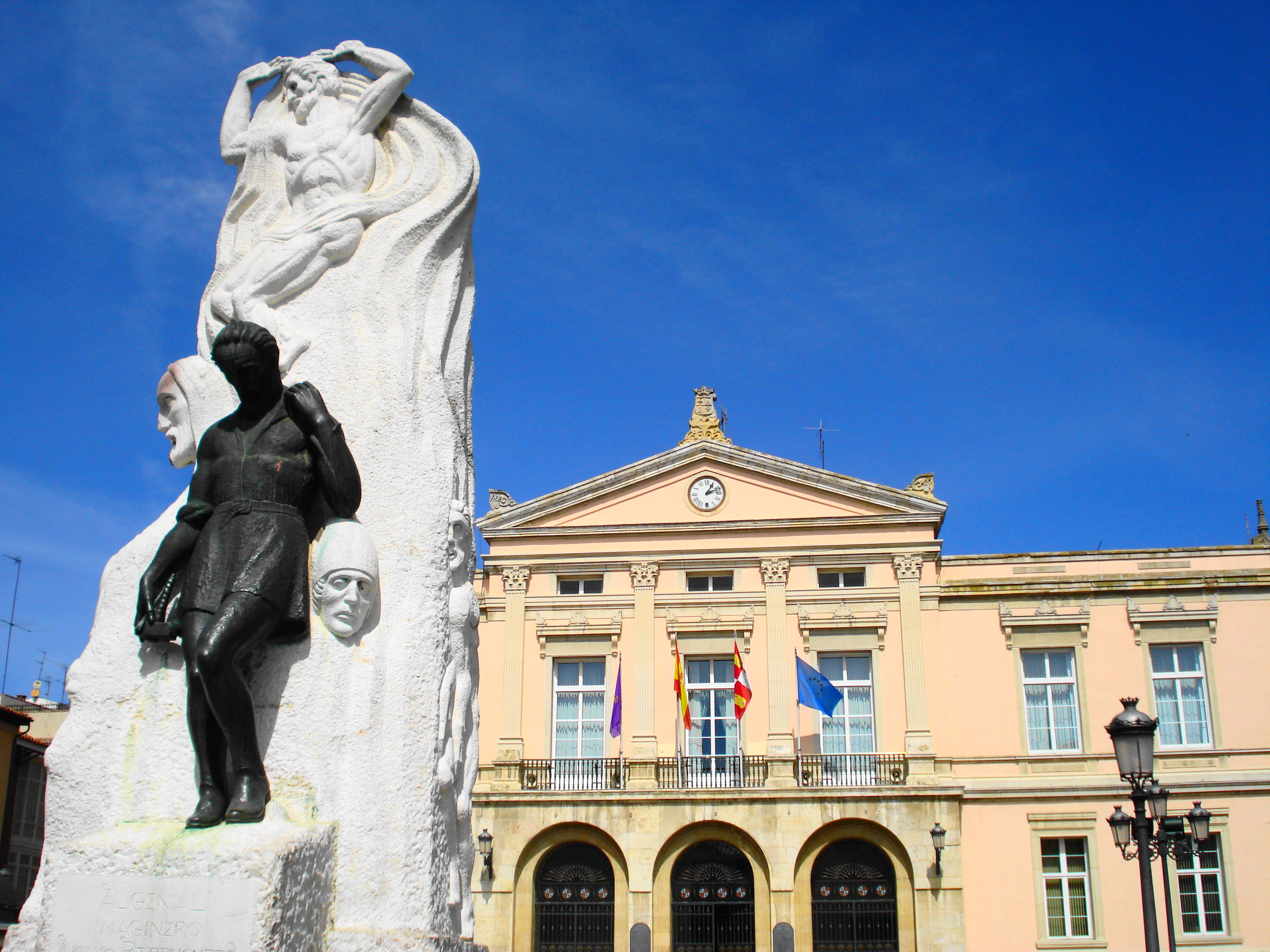
帕伦西亚主广场
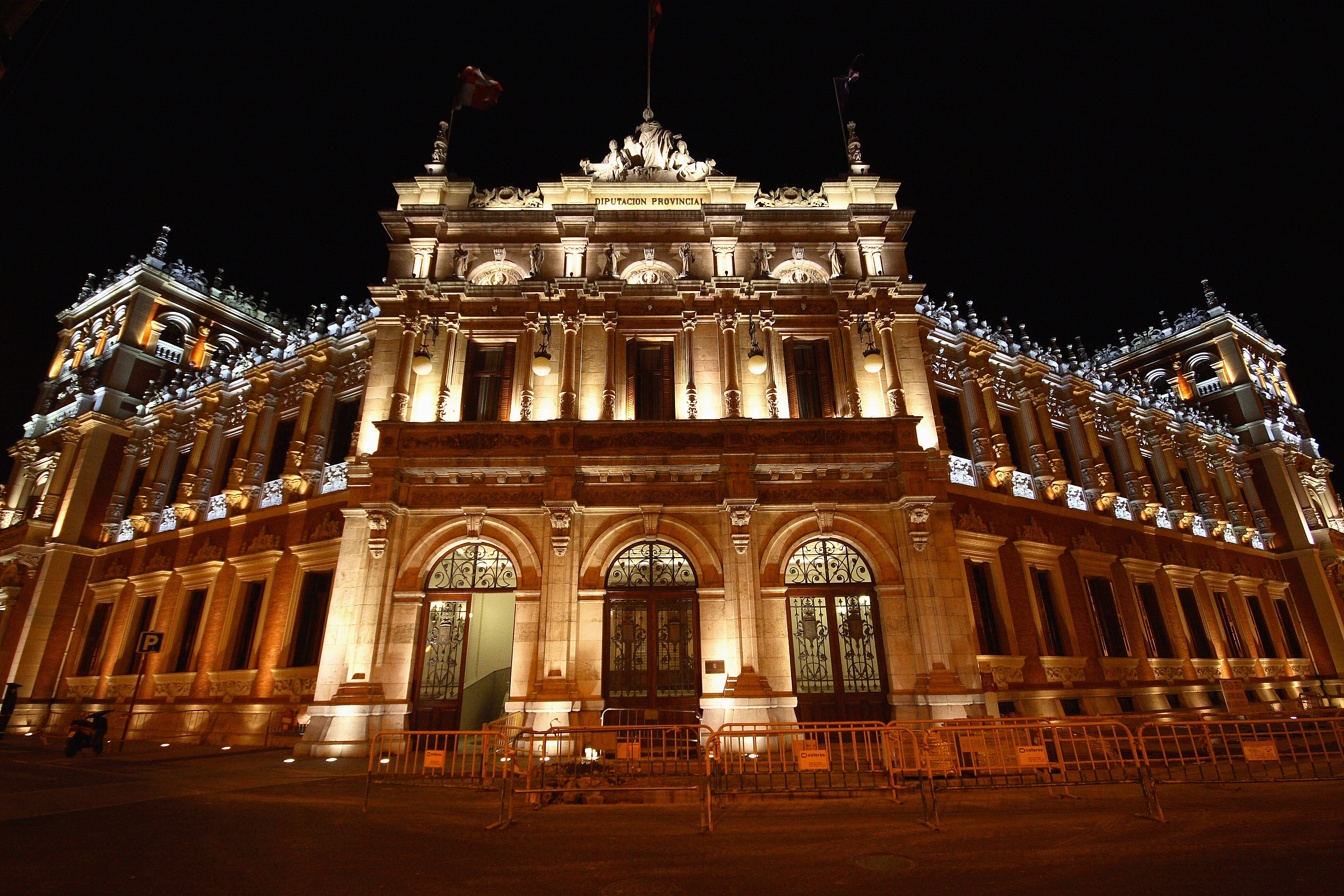
省议会